# He Luli
He Luli (ur. 7 czerwca 1934 w Heze w prow. Shandong, zm. 19 marca 2022) – chińska działaczka polityczna, lekarka.
Jej ojciec, He Siyuan, był w latach 1946–1948 burmistrzem Pekinu; matka pochodziła z Francji, przybyła do Szanghaju w 1927 roku.
W latach 1952–57 studiowała w Kolegium Medycznym w Pekinie. Pracowała jako pediatra w szpitalach pekińskich oraz zaangażowała się w działalność publiczną.
W latach 1984–1988 była zastępcą przewodniczącego pekińskiej dzielnicy Xicheng, następnie 1988–1996 wiceburmistrzem Pekinu. Działaczka jednej z partii demokratycznych, Rewolucyjnego Komitetu Chińskiego Kuomintangu – wiceprzewodnicząca i przewodnicząca komitetu partii w Pekinie, wiceprzewodnicząca Komitetu Centralnego; od 1996 roku, po śmierci Li Peiyao, przewodnicząca Komitetu Centralnego RKChK, wybierana ponownie przez kolejne zjazdy partii w 1997 (IX zjazd) i 2002 roku (X).
Od 1993 roku wiceprzewodnicząca Komitetu Wykonawczego Ogólnochińskiej Federacji Kobiet. Członek władz innych organizacji i stowarzyszeń: prezydent pekińskiego oddziału Stowarzyszenia Wymiany Zagranicznej, wiceprezydent i prezydent Towarzystwa Badań nad Rewolucją 1911 roku, wiceprezydent Chińskiej Federacji Dobroczynności, honorowy wiceprezydent Chińskiego Czerwonego Krzyża. Od 1999 roku prezydent Centralnej Akademii Socjalizmu.
Funkcje we władzach partii demokratycznej związane są również z najwyższymi stanowiskami państwowymi; była członkiem Stałego Komitetu Narodowego Komitetu Ludowej Politycznej Konferencji Konsultatywnej Chin VII i VIII kadencji, od 1996 do 1998 roku wiceprzewodniczącą Stałego Komitetu LPKKCh. Od 1998 roku wiceprzewodnicząca Stałego Komitetu Ogólnochińskiego Zgromadzenia Przedstawicieli Ludowych. Wchodziła w skład rządowej delegacji ChRL na uroczystości przekazania władzy w Hongkongu (1997) i Makau (1999).
W lipcu 1999 roku została uhonorowana nagrodą Światowej Organizacji Zdrowia za zaangażowanie w kampanię kontroli palenia.